# IKKO
IKKO（イッコー、1962年1月20日 - ）は、日本のメイクアップアーティスト、美容家、ビューティーディレクター、タレント、書家。
本名は豊田 一幸（とよだ かずゆき）。雅冬炎（みやび とうえん）の名前で書家としても活動している。所属事務所はGLAD。

## 来歴
福岡県田川郡福智町（旧・方城町）出身。4人兄弟の長男で姉2人、妹1人がいる。美容師の母の影響で、本人曰く「小学校6年生くらいでは、もう日本髪結えていた」という。
福岡県立西田川高等学校を経て、北九州美容専門学院（現福岡美容専門学校北九州校）卒業後、横浜市の高級美容室「髪結処 サワイイ」に美容師として住み込みで勤め始める。8年間の修行ののち、ヘアメイクアップアーティストへ転身するため退職。
その後フリーランスとして営業するが、なかなか仕事には結びつかず、当時多くのヘアメイクが所属していた事務所のオーディションを受け採用される。入って半年後には『美しいキモノ』（女優の真野あずさ）の表紙を担当することとなる。

### 「アトリエIKKO」設立・主宰
1992年に30代でヘアメイクアップアーティストを目指して独立。「アトリエIKKO」を設立・主宰し、自ら代表取締役を務めている。雑誌の表紙をはじめ、テレビCM、舞台等でヘアメイクとして活動。特に和装ヘアメイクを通じ多くの女優の支持を受け、IKKO流「女優メイク」を確立する。女性誌の表紙・ファッションページや、テレビ・CM・舞台・バラエティに出演するほか、トークショーも行う。
また、司会者でフリーになった直後の逸見政孝の専属ヘアメイクを務める。逸見が亡くなった際の死化粧も行った。月命日には欠かさず花を贈るなど、現在でも逸見の家族とは親交がある。
女性誌『non-no』、『MORE』、『美人百花』などの連載を担当。ディナーショー、トークショーではメイクデモンストレーションを行うなどして、本業美容家としての活動をしながら、自身の持ち歌や山本リンダの「どうにもとまらない」を歌うなど、エンターテイナーとしての顔も持っている。2009年には全国30ヶ所ツアーも開催された。

### 2000年代
2006年7月10日、全国各地で行われている美容&ファッション&エンターテインメントの集大成的イベント、初の「IKKO WORLD」が地元福岡のホテルニューオータニ博多で開催される。進行、音響照明、舞台、出演モデルオーディションなどすべて自身で手掛け、モデル10名の衣装、メイクもすべて自身のプロデュース。昼夜あわせて1,800名の動員数であった。
同年7月には初エッセイ『超オンナ磨き〜美のカリスマIKKOの幸せを呼ぶゴールデンルール』を出版し、「コンプレックスこそオンナ磨きの原点」として、自分の体験から得た誰でもすぐできる実践的なノウハウを伝授、「新・美のカリスマ」と呼ばれる。世界文化社から出版された、『IKKO 女の法則』、『IKKO キレイの魔法』の合計販売数は30万部を突破している。
韓国観光名誉広報大使の他、同国の化粧品会社「Etude House」のキャンペーンキャラクターも務める等、活躍の場を海外にまで広げている。また、2007年12月には『どんだけ〜の法則』でavexより歌手デビュー。自身が紹介したBBクリーム、コロコロローラーが人気を博す。
2005年より、IKKOプロデュースの振袖ブランドを展開、販売が開始される。
2006年10月より始まった『おネエ★MANS』（日本テレビ）に出演。一般人にも解かり易くスキンケアやメイク指導をしたり、芸能人の変身を行うコーナーを主に担当。エマニュエルウンガロやグッチなどのハイブランドを身につけて出演。
2007年の流行語大賞にノミネートされた自身の「どんだけ〜!」は現在も健在。関西にある大学の国文科の授業でとりあげられたり（2009年、2010年）、教材に掲載されたりした。
2009年、「ウルトラアゲアゲDancing」のPV撮影にあたって、インパクト絶大の女の子集団、Happy Girls結成。IKKOがPVを作るにあたって「みんなに幸せになってもらいたい」との想いから開催したオーディションには約10,000通の応募が寄せられ、その中からIKKO自ら面談し6人が厳選された。IKKO Happy Girlsとしてツアーにも出演。
2009年5月から9月まで行われた全国30箇所ツアーでは、本業であるメイクの部と、語り、エンターテイメントの歌、踊りの部があった。「メイクの部」では、モデルへのメイクアップと共に、客席の中から選んだ一般人へのメイクが行われた。「語り」では自身の半生を振り返り、「積もる雪」というテーマで語られた。30箇所全て同じ話ではなく、その時の観客を見て内容は変えられていた。「エンターテイメント」は、自身の持ち歌「どんだけ〜!の法則」や「ウルトラアゲアゲDancing」などがダンスと共に披露された。その模様は、『今日感テレビ（RKB毎日放送）』や、『カウントダウン・ドキュメント 秒ヨミ!（中京テレビ、日本テレビ）』でも放映された。
2009年夏には、大塚製薬主催の「ポカリスエット みんなの全力応援CP」 のIKKO賞の講師として、全国6ヶ所をメイク指導に訪れた。2009年8月、「IKKOの女アゲアゲツア〜!」(goomo)というwebサイト上の番組が配信された。
世界文化社から出版された『IKKO女の法則』『IKKOキレイの魔法』両著書が併せて30万部を突破した記念として、2009年8月にBEST HIT賞を受賞する。記念品として、IKKOをイメージしたという妖精をモチーフにした、ラリックのグリザリードというクリスタルのオーナメントが贈られる。お祝いとして各3千部限定で、金帯のつけられた両著書も店頭に並んだ。
2009年9月、著書『IKKOのキレイを磨くin韓国』が、ガイドブックとしては異例の販売15ヶ月で6万部を突破した。達筆で、著作や連載誌には自筆で格言を載せる。2009年9月2日から9月7日まで名古屋栄三越デパートで行われた「IKKO WORLD 美の扉」でも書のみのブースが存在した。また、自身がキャラクターを務めたSchick Quattro4 for womenの商品やロッテレモビタのど飴の包装ひとつひとつにIKKO格言がついている。2009年格言付きカレンダーも発売した。
韓国観光名誉広報大使の任命、ソウル観光大賞受賞や、ETUDE HOUSEのプロデュースに携わるなど、韓国コスメを日本に広め、日韓交流の橋渡しをした民間外交官としての活躍が認められた。2009年ソウルにSTAR AVENUE LOTTE TOWNがオープンすると、並み居る韓流スターと肩を並べ、STAR AVENUEに単独ブースIKKOメイクルームが出来たり、等身大のパネルの展示や手型が飾られている。2009年10月には、韓国ETUDE HOUSE店内に、「ドリーミングハウス」というIKKOの軽井沢の別荘をイメージしたミニチュアハウスも完成。
2009年10月1日より開局したDATVのオープニングセレモニーに、2009年10月8日には釜山で行われたアジア最大級の映画の祭典、国際映画祭のオープニングセレモニーに出席。また、2009年10月より2010年3月まで、『IKKO’SセキララTV』という自身の単独番組が放映された。

### 2010年代
2010年3月19日に福岡パルコ4階に「Pink by IKKO」というセレクトショップをオープン。一部商品を使ってのデモンストレーションがあり、IKKO本人が来店することもある。この店の制服には、IKKOが幼い頃より憧れていた日本航空（JAL）の制服の一部を改良したスチュワーデス姿が採用されている。
2010年4月28日　「GORGEOUS」という香水をプロデュースし発表する。キャッチフレーズは「忘れられない、離れられない。」。地域限定ではあるがCMも放送された。
2010年5月からはトヨタ・パッソのwebサイト上の「ハナ女子大」にて講義を開講。乙女達の悩み解決のために特別講師として出演。
本業のみならずモデルにも挑戦。2007年「神戸コレクション」にオオトリとして出演。2009年「神戸コレクションプリュス」「福岡アジアコレクション」に出演。「神戸コレクションin神戸」の第2回目のシークレットゲストとして出演。2010年「GirlsAward」に出演。
2010年9月に表参道・青山で行われた「VOGUE」主催のFASHION'S NIGHT OUTのオープニングセレモニー内ファッションショーにてオオトリを務める。
2010年10月、自身の経験からも魅力的な自分であるために、『輝く瞳』推進委員会から「瞳の黄金比率」親善大使に任命される。
2011年11月、出身地である福岡県福智町より、観光大使に任命された。
2012年、よかよかエアラインズのCAに抜擢され、就任した。同年7月31日羽田空港第一ターミナルでプロジェクトの発足記念式典が開催され、九州各県の代表者、航空各社CA及び九州各地のゆるキャラと共に、自らデザインを手がけたCAの制服に身を包み、大規模な観光キャンペーンのキックオフを通じて空港利用者に地元九州の活性化を願い、アピールした。
2012年9月、福岡キャナルシティ博多に自らがプロデュースした「PEACH DOLL」という店をオープンした。店名「PEACH DOLL」の由来は、「まるでお人形さんのような透き通る桃色の肌」をイメージし、「永遠のGirlish」という2つのテーマに沿うようなモノをと、つけられたとのことである。
2012年10月11月には、NHKの『趣味DO楽』番組内の中で全8回に渡り広瀬香美より歌唱指導を受け、喉だけではなく身体全体で歌うことの大切さを学び、広瀬の母校である福岡女学院で最終お披露目を観客の前で行った。
2012年11月、自慢の書道の腕前を活かして『道 IKKOの字語りエッセイ』が芸術新聞社より発刊される。
2012年12月に行われた岡崎ニューグランドホテル、立川グランドホテルでのディナーショー時、久々に口上を述べた。
2013年1月、DFS沖縄新春トークショーが行われ、毎年DFSではIKKOをトークショーに招いている。空港免税店には、毎年ショー前になるとIKKOの大きなポスターが飾られる。
東北大震災後チャリティーコンサートを行ったのを機に、毎年地元福智町にて復興を願いボランティア活動を継続している。2013年2月2日、方城和太鼓の演奏とともに地元の炭坑節を歌った。
50歳になる年から、書道を本格的に教わるために書家の金敷駸房に師事。現在では、数々の書道展で賞を受賞するなど本格化している。
2019年2月15日～2月22日　世界らん展2019-花と緑の祭典-「IKKO’ｓ Orchid Room」を初出展。着物と蘭の競演として、多くの客から支持を得ることとなった。
2019年12月12日に放送されたテレビ番組『すじがねファンです!』のIKKO回では、最高視聴率を獲得したことと、同時間帯の他局の番組の中でもトップ視聴率を獲得した。

### 2020年代
2020年2月14日～2月21日　世界らん展2020-花と緑の祭典-「IKKO’ｓ Orchid Room」を前年に引き続き出展。自身の着物コレクションの中から、より多くの着物と蘭の競演で大好評を得る。
東京国立博物館で開催される（2020年4月22日〜6月7日）特別展「きもの KIMONO展」の広報大使に任命される。拝命を受けてのメッセージとして「2020 年は、東京オリンピックが開催されます。世界中から日本が注目される時でもあります。皆様にもこの機会に、改めて日本の美意識の象徴である「きもの」に触れていただく、そんなお手伝いができたら幸いです。」と発信している（一部抜粋）。
2020年6月12日から、Instagramを始める。
アカウント名は、LOVE_IKKO。
2020年7月1日から、3ヶ月の期間限定で、会員制のオンラインサロンが始まる。
「毎日One minute IKKO」と題して、毎朝7時にアップされる心の格言や、会員からの質問に動画で答えたり、zoomツールを用いて、会員とコミュニケーションをとっている。
2021年3月1日から、富士フイルム株式会社のアスタリフト最高峰であるホワイトジェリーアクアリスタの発売を記念し、プロモーションのスペシャルビューティアドバイザーとして就任する。
2021年4月2日から、森永製菓株式会社「cacao70」のweb 動画のイメージキャラクターに起用された。 
2021年4月30日から、Twitterテレビ「生IKKO」を月に1回の生配信でスタートさせる。
番組を観た人の人生がキラキラと輝く事を目指し、ありのままの自分を見せ、豊富な人生経験から導き出された人生哲学「IKKOイズム」を放出させる番組と謳っている。
毎回異なるゲストを呼び、IKKOのアトリエより、女子会トークを繰り広げる。
2021年5月28日から、関西•中部地方放送のメガネの愛眼のCMキャラクターを務めた。
鉄壁レンズ•UVアイガンの、目元のシワやシミにアプローチし、近赤外線を50〜70%カットするという美容家らしい発想の商品で、「鉄壁〜！」の掛け声と共に、様々な光に打ち克つ姿を披露している。
関西では阪神電鉄や京阪電鉄の内扉でも広告を目にすることが出来る。
2023年1月18日にTikTokを開設。
（@ikkochan_official）
開設当初より、「かわいい」や「縁起良さそう」と話題になり、特に美容関連の投稿は、279万再生回数等、バズる事が多い。
2023年12月15日に発売された、「美ST 2024年2月増刊号」の表紙を飾った。 60代近くで表紙を飾る事は、40代をターゲットにした美容系の雑誌に於き、本人の美への揺るぎない信頼の元にオファーされた事であり、未だかつてない快挙だった。 そのオーラは輝きを放ち、信頼に応えるかのように、売り上げは歴代３位だった。
2024年3月1日。自身が手掛けたファンデーション「BIONIA」（ビオニア）の情報が解禁され、数量限定予約販売の為の受付が開始された。
構想から一年半以上をかけて世に出されたBIONIAは、日中ファンデーションを塗っている時間が長い事に着目し、その時間を、肌にとって有用な美肌菌等のマイクロバイオームへ置き換える事が出来ないかと考えていた所、韓国のCOSMAXの技術協力の元、紫外線や乾燥、加齢により失ってゆく美肌菌を、自分にとって足りないものだけを補う事が出来る、置き換えのようなマイクロバイオームを使ったファンデーションを開発する事に成功した。
COSMAXと、3年前より構想を伝えていた日本のQ’saiと、自身との3つのコラボレーションにより、幾度もの試行錯誤を経て、ようやく商品化する事が出来た。
2024年3月8日、国際女性DAYに開催された
「HAPPY WOMAN AWARD 2024 for SDGs」にて、持続可能な社会づくりに貢献し、更なる活躍が期待出来る個人部門「HAPPY WOMAN賞」に選ばれ、表彰された。
受賞式の言葉として、
「この賞は、女性の地位向上、ボーダーレスな時代にしてゆく。垣根のない時代にしてゆくことが目的で、今までの自身の人生の中では、垣根だらけ。色んな挫折があった中での自身の願いは、違和感のない女になること。違和感のない時代になること。
受賞した事により、真の意味で、違和感のなさを実感して良いのかと思えたと発言し、垣根のない、ボーダーレスを一歩、1ミリ、今までよりも越えたのかもしれない。
自分を愛せないことがどんなに優しい人間になれないのかを感じ、まず自分を愛していく事の大切さ。他人に優しく、真の優しさを持つ事により、垣根だらけだった自分の人生だったからこそ気付けたことを、今は誇りに思う」と語った。

## 人物
- 毎日のウォーキングは日課。1日2回、1回あたり7.5km程でトータル15km程。余程のことがない限り休まない。「朝のウォーキングでは発想とエネルギーを貰い、夜は一日の反省」と発言。
- ポテトが大好物
- 「きものは心の宝」と表現する程のきもの好き[5]。師と仰ぐ池田重子より手ほどきを受け、着物、長襦袢、半襟、帯から帯揚げ、帯留に至るまでこだわる。
- 宝飾品はダイヤモンドを好む。
- 料理の腕はプロ並みで、夕食をスタッフにふるまったりする。自身のwebサイト上やTV番組でも披露する手際の良さや、豊富なアイデア、味つけは評価が高い。その腕前を買われて番組内料理コーナーを担当したりゲストに呼ばれることも多い。
- 「美と健康のために」と、出来るだけ自炊をしている。手作りの弁当を持って仕事場へ出かけることもある。冷蔵庫内は時間のある時に刻んでおいた野菜等が整然とタッパーに入れて並べられている。
- 冷え性で、その対策のため湯たんぽやストールで躰を保護したり、根生姜を刻んだモノをバッグに入れて持ち歩き、食事の時に調理し食べている。
- Twitter（現X）における日本の芸能人として最古の投稿者である[6]。
- 2009年に行われた全国30箇所ツアー時には、会場の至る場所に手書きの書を貼った。自身のwebサイトでも全ての公演に対してお礼の自筆の書を発表した。
- 越路吹雪、杉村春子を敬愛している。越路の写真をお守りのようにいつも楽屋に飾っている。杉村の話は「語り」によくでてくる。
- 愛犬家。現在は2匹の犬を飼っている。
- 軽井沢（北軽井沢）に企業の保養所を改装した豪華な別荘があり、メディアにも度々公開している。
- 口癖の「どんだけ〜」は広く流行語となった。IKKOの口癖が起源であると思われがちだが、芸能人で最初に使い始めたのはFUJIWARAの藤本敏史で、バラエティ番組（TBS『リンカーン』）で訪れた新宿2丁目のゲイバー「プラチナ」のヤス子ママの口癖に藤本が食いつき使っていたものを、IKKOが拡大および変化させたものである。また、IKKOが手を前に出し人差し指を横に振る動作[注 1]であるのに対し、ヤス子ママの動きは下から上に腕を振り上げる動作である。以上により、今日確認できる史料ではやすこママが「どんだけ〜」の元祖であると定義されており、流行語大賞に選ばれた時にはIKKO本人の口から「このギャグは自分がつくったものではない」と公言している。また、それに関連し「まぼろし〜」[注 2]や「おごと〜」[注 3]、「背負い投げ～」[注 4]、「すっからけっち～」[注 5]などがある[7]。
- 2009年6月4日に、観光活性化に寄与したとして、韓国のソウル市から「2009ソウル観光大賞」を贈られた[8]。
- 2009年2月27日、韓国の魅力を韓国外へ拡め、また今後も文化体験や広報を同時に行い、益々の発展に貢献してほしいとして、韓国観光名誉広報大使に任命された。
- 2008年5月、韓国の旅行案内書『IKKOのキレイを磨くin韓国』（文藝春秋）を出版。韓国の観光地や食べ物、ショッピング、美容等を日本に紹介した。
- 女性誌では、IKKOが紹介、案内する韓国観光ガイドが別冊付録につけられたり、特集頁として組まれることがある（MISS、美人百花）。
- 韓流好き。きっかけはテレビドラマの『冬のソナタ』。以後『私の名前はキム・サムスン』や『エデンの東』など多くの韓国ドラマを見続けている。
- カラオケの十八番が数多いことでも知られており、「どうにもとまらない」（山本リンダ）、「愛の讃歌」（越路吹雪）、「お富さん」（春日八郎）、「旅の夜風」（霧島昇）、「蘇州夜曲」（渡邉はま子、李香蘭）、「あゝモンテンルパの夜は明けて」（渡邉はま子）、「いっぽんどっこの唄」（水前寺清子）、「夫婦春秋」（村田英雄）、「俵星玄蕃」（三波春夫）、「赤いスイートピー」（松田聖子）、「遣らずの雨」（川中美幸）、「玄界灘」（村田英雄」、「与作」（北島三郎）、「まつり」（北島三郎）、「未練の波止場」（松山恵子）、「二人でお酒を」（梓みちよ）、「お別れ公衆電話」（松山恵子）、「だから言ったじゃないの」（松山恵子）、「王将」（村田英雄）、「センチメンタルジャーニー」（松本伊代）、「たった二年と二ヶ月で」（水森英夫）などがある。

特に「二人でお酒を」や「たった二年と二ヶ月で」は男性とのデュエットを望んでいて有吉弘行とのデュエットを熱望している。有吉自身もIKKOとの仲は良く、IKKOとのデュエットには前向きでいる。

### 高良健吾との関係について
- 遠戚に俳優の高良健吾がいる。
- 2019年8月13日夜放送の『はじめまして! 一番遠い親戚さん』によるとIKKOの父方の曾祖母マサとその姉妹筋にあたる先祖の孫の妻が高良の祖母となる。
- 高良が北九州に在住時によく高良の祖母が住んでいる田川に遊びに行っており、時々自分の祖母の散髪について行ったことがあった。その美容室がIKKOの実母が経営している店だった。当時、高良はそこで初めて、自分とIKKOとの血縁関係を知ったとのこと。

## エピソード
- 2008年1月にテレビ番組『おネエ★MANS』出演した際に、韓国コスメとしてBBクリームを紹介したことがきっかけとなり、2008年半ばから日本でBBクリームのブームが起きた[9][10]。
- イベント『VOGUE NIPPON & SEX AND THE CITY2 Premium Night with SKYY VODKA』にて冨永愛に「日本のナオミ・キャンベルだよね」と評される[11]。
- 東日本大震災時、マスコミ等に公表せずに赤十字を通じ募金している他、母校福岡美容専門学校でのチャリティー活動や地元田川福智町でのチャリティーコンサートを行い、収益金全てを観客全員の前で募金箱毎福智町町長に渡し、赤十字に寄付していた。また、GUAM DFSで行われる予定のイベントが震災翌日であったため中止にはなったが、コスメフロアーの2日間の売上の10%を赤十字に寄付すると共に、集まった観客に謝罪を入れ、自身の想いを語った。

- 九州で開催されたイベントが長引き、最終の新幹線に乗り損ねたファンを実家に泊めてもてなしたように、困った人間を放っておけない性格である（『すじがねファンです!』より）。
- ファンへの対応は芸能界一と言われていて、ショーが終わった後、どんなに疲れていても、楽屋へ招いた者達と写真を撮ったり、書をしたためて渡している（『すじがねファンです!』より）。
- バラエティ番組に出続ける理由は、いじられていても先輩共演者達からは愛が感じられ、自身の免疫力があがり、却って健康的になれるからだとのこと（『すじがねファンです!』より）。
- 以下、『シブ五時』での名言。
  - 『人生の宝物とは、頭の中にある記憶である。』
  - 『40代は美しさを魅せる時であり、50代からは心の在り方を美しさとして表現していかなければならず、その為には性根をもう一回直さないといけない。』
  - 『プライドを持って生きていれば、どんなに苦しくても、どんなに惨めになっても、ブレずに正しく生きてゆける。』
  - 『うまくゆかない事があっても、創意工夫があれば乗りきる事が出来る。今置かれた環境や条件の中で工夫する事により、より素晴らしい美しいモノを作っていかなければならない。』

- ディナーショーの名物コーナーのひとつであるQ &Aでは、当日観客の挙手により、思い思いの質問に、その場で答える方式がとられている。

会場に集まったファンの心に近づき、気持ちに寄り添いたいと始められたが、その質問内容は美容や人生相談と多岐にわたり、かなり個人的な質問をするファンも多く、ひとつひとつの質問に親身になり答える姿には、力を貰えたと涙を流す者達が多い。

## 出演

### テレビ番組
- ジャスト（TBS、2003年-2005年)
  - 「IKKOの幸せメイク」- コーナーレギュラー
  - 「メイク界の最高峰その華麗なる美学と超豪邸」密着出演
- めんたいワイド（福岡放送）- 水曜日コメンテーター
- おネエ★MANS（日本テレビ、2006年10月7日 - 2009年3月10日）

2009年
- IKKO's セキララTV（DATV 2009年10月 - 2010年3月 全26回）
- 魔女たちの22時（日本テレビ）

2010年
- エデンの東（TBSテレビ） 第53話 吹き替え
- いただきナハ〜レ 祝!レギュラー決定 生スペシャル（読売テレビ）
- 福岡FACo特番（RKB毎日放送）

2011年
- 恋する★コリア!（テレビ東京、2011年5月1日 - 9月25日）

2012年
- ココロとカラダ満つる時間（とき）〜おふっ、〜（NHK BSプレミアム） - 語り

2014年 
- バイキング（フジテレビ、2014年4月7日 - 2019年3月25日[12]）- 月曜日レギュラー
- 2時っチャオ!（TBS）- コーナーレギュラー

2017年
- もしもツアーズ（フジテレビ、2017年4月15日）

2018年
- ビビット （TBS、2018年4月～2019年7月)　 - コーナー「〜IKKOのそれナニ？どうナノ？〜」

2019年
- タイム調ベル!時間どんだけ？（テレビ朝日、2019年7月5日） - MC
  - 世界が仰天!クイズどんだけ～?（テレビ朝日、2019年10月12日）（上記第二弾） - MC
  - 世界が仰天!どんだけ〜? 衝撃!グルメスペシャル（テレビ朝日、2020年2月19日）（上記第3段） - MC
- ぴったんこカン・カン(TBS、2019年11月～） - レギュラー

2021年
- Twitterテレビ「生IKKO」（2021年4月30日〜　月に1回の生配信）
- テレビショッピング QVCジャパン「IKKO美容革命 SAIMDANG Premium」（CS放送 QVCチャンネル、BS12 トゥエルビ）

2022年
- 土曜☆ブレイク「どうしてワタシに!?突然!ぶっとびオファー」（TBS、2022年6月25日・10月11日（初回のみ土曜ブレイク）） - 進行

2023年
- アナザーストーリーズ 運命の分岐点「“オネエ”たちは闘った　〜知られざる勇気の系譜〜」（NHK、2023年1月27日）
- 鶴瓶の家族に乾杯「IKKOが群馬県下仁田町で心ぽかぽか!ぶっつけ本番の旅へ!」（NHK、2023年11月13日）[13]
- 鶴瓶の家族に乾杯「IKKOが群馬下仁田で涙!感動!笑顔の出会い!どんだけ〜旅!」（NHK、2023年11月20日）[14]

### テレビドラマ
- 死化粧師 エンバーマー 間宮心十郎（2007年12月　テレビ東京）第3話ゲスト　麗明宏：IKKO…死装束デザイナー
- バラ色の聖戦（2011年9月 - 10月、テレビ朝日） - YUKIKO 役
- 独身貴族（2013年、フジテレビ）
- 美女と男子（2015年4月 - 8月、NHK総合） - 新見正之 役
- 金曜プレミアム「潔癖クンの殺人ファイル2」（2015年6月19日、フジテレビ） - IKKO（本人役） 役
- 黒蠍（2016年11月6日、BSフジ） - 桐生梢 役
- 警視庁いきもの係 第6話（2017年8月13日、フジテレビ） - アニータ（本名：鮫島） 役
- 監獄のお姫さま（2017年） - IKKO（本人役） 役
- 十津川警部シリーズ (内藤剛志)5（2018年） ‐ モモエママ 役
- 日暮里チャーリーズ（2020年8月2日 - 30日、朝日放送） - 芋坂 役[15]
- ワタシってサバサバしてるから2（2025年2月5日、NHK BSプレミアム4K / 2025年5月5日 - 6月5日、NHK総合） - サバサバさん 役[16]

### 映画
- UMAMI （2021年）

### ラジオ
- IKKOのなになになぁに〜!?（2012年10月4日 - 、ニッポン放送）
- IKKOのちょっとちょっと聞いて♡（2019年4月-、地方局）

### テレビアニメ
- ゴー!ゴー!キッチン戦隊クックルン（2019年11月25日-28日、NHKEテレ） - IKKO（本人役）

### CM
- NTT東日本 「フレッツ光」『強敵の正体』篇 （2008年） - 香取慎吾と共演
- フレンテ・インターナショナル「フラグレ」（2008年3月 - ）[17]
- シック・ジャパン
  - 「サファイア」（2008年）
  - 「クアトロ4フォーウーマン」（2009年）
- トヨタ・パッソ「ハナ女子大」（2010年）
- ロッテ
  - 「レモビタのど飴」（2010年）
  - 「冬のチョコパイキャンペーン『IKKO出たら、もう1個！』」（2014年12月28日 - ） - WEB限定スペシャルCM[18]
- エチュードハウス「リップパフューム」
- GORGEOUS
- 博多屋（福岡）明太子CM
- 「Bigen｜美禅」トリートメントリップグロッシー
- オルビス化粧品
- NIKKO（大分）
- キューサイ「コラリッチEX」
- カネボウ化粧品「うるり」
- 創味食品「創味シャンタン 粉末タイプ」
- 資生堂「洗顔専科 オールクリア」『くすみリスク*1までオールクリア!!』（2018年3月 - ）[19]
- スマートニュース
  - 「SmartNews」『美肌』篇、『振り回される』篇、『止まらない』篇、『モテ仕草』篇 （2019年2月4日 - ） - 川口春奈、田中みな美と共演[20]
  - 「プレビューチャンネル」『恋』篇、『予告だけで』篇、『泣く』篇、『コスメの数』篇（2019年3月1日 - ） - 川口春奈、田中みな美と共演[21]
- バンダイナムコオンライン「グラフィティスマッシュ」〈東京・大阪・名古屋・札幌・福岡の5地区でオンエア〉（2018年11月3日 - 11月14日） - チョコプラ松尾駿と共演[22]
- 真誠「とろけるきな粉」(2019年4月 - ）
- 千鳥屋本家「千鳥饅頭」
- プラネックスコミュニケーションズ「スマカメ」『NEKKO』篇（2019年6月17日 - ）[23]
- 森永製菓
  - 「ダース」『横浜流星×IKKO』篇（2019年10月8日 - ）[24]
  - 「カカオの力＜CACAO70＞」『ココアで朝食を超食に。』（2021年4月2日 - ） - WEB動画[25]
- ハウスメイトパートナーズ 物件のこと何でも話せる友がいる「珍客!?篇」〈全国・中部・関西ver.の3種類〉（2019年12月16日 - ） - 指原莉乃と共演[26]
- PRAIA「ヒルズアヴェニュー」『楽ヒール、デビュー』篇（2020年4月3日 - )[27]
- P&Gジャパン「レノアリセット」「金のファブリーズ」（2020年4月18日 - ）[28]
- LGエレクトロニクス・ジャパン LG style3「大事なのはスマホの頭脳 篇」、「私は頭脳で選ぶ 篇」、「必要なのはこれだけ 篇」、「スマホはこれでいい 篇」（2020年7月29日 - ） - WEBCM[29]
- 富士フイルム「アスタリフト ホワイト ジェリー アクアリスタ」（2021年3月1日 - ） - WEB動画[30]
- 愛眼「アイガンUV420レンズ」『鉄壁レンズ・新習慣』篇（2021年5月28日 - ） - 関西、中部地区限定[31]
- 大象ジャパン「キムチの女神登場」篇、「体に美味しい発酵キムチ」篇、「HAKKOさん？」篇（2021年9月1日 - ）[32]
- エアトリ
  - 「安売りしない女・ブランド」篇「モーション・ブランド」篇（2021年11月13日 - ）[33]
  - 「超新春セール」篇「モーショングラフィック」篇（2022年1月1日 - ）[34]
- エンパワー「買取大吉」（2021年12月7日 - ）[35]
- レック「水ではじめるラクラクバルサン」（2022年3月18日 - ）
- サン・クロレラ サン・クロレラA「両方をIKKOに」篇（2022年10月1日 - ）[36]
- サントリー食品インターナショナル「クラフトボス 甘くないイタリアーノ」（2023年4月10日 - ）
- 塩水港精糖「オリゴのおかげ」（2023年8月18日 - ）
- 創建グループ「創建ペイント」（2023年9月1日 - ）
- ネオファースト生命保健（2023年10月18日 - ）
- ヤクルト本社 ラクトデュウ「乳酸菌は肌にいい」篇（2023年11月14日 - ）
- 日清食品 ラ王（袋麺）3個パック（2024年9月 - ） 広瀬アリスと共演。

### 広告
- サンパック「マジカルパフα」（2014年6月9日 - ） - イメージキャラクター
- 小田急電鉄「小田急でんき」（2019年4月17日 - ） - イメージキャラクター[37]

### その他
- 「オールゲイズ 二丁目のユウジ」（ゴールデンボンバー）[38]

## プロデュース
- 「BIONIA」（ビオニア）ファンデーション 「IKKO×COSMAX×Q’sai」コラボ商品  IKKOプロデュース 制作/販売
- パウダールームプロデュース（PARCO福岡店）
- Pink by IKKO OPEN（PARCO福岡店）
- GORGEOUS（IKKOプロデュース香水）
- 「IKKO×TRAIN」コラボ商品 (ワイヤーコサージュ) 制作/販売
- 「IKKO×下鳥養蜂園×MORE」 コラボ商品 下鳥の女王乳塩byIKKO MORE限定販売
- 「マリ・クレール」IKKOオリジナルハンカチ&シグボトル 制作／販売
- 「IKKO×白鳳堂」コラボ商品 (牡丹筆)、(メイク5本筆) 制作/販売
- 「IKKO×福助」コラボ商品 (アゲアゲストッキング) 製作/販売
- 「IKKO×クリネックスRローションティシューX（エックス）」IKKOプロデュース 制作/販売
- 「IKKO×pride glide×Miss」コラボ商品 製作／販売
- 「IKKO×2時っチャオ!×ARTISAN&ARTIST」コラボメイクポーチ 制作／販売
- 「IKKO×BABY-G」コラボIKKOモデル時計（CASIO） 製作／販売
- 「IKKO×キティ」コラボIKKO HELLO KITTY 製作／販売
- IKKO×二条丸八 コラボ商品 打掛け
- IKKO振り袖 ブランド

## ディスコグラフィ

### シングル
1. どんだけ〜!の法則（2007年12月5日、CDのみ/DVD付（エンハンストCD仕様））オリコン119位
2. ウルトラアゲアゲDancing IKKO Happy Girls（2009年4月15日、DVD）
3. ゴージャスゥ〜!（2010年4月28日、DVD付、つんく♂作詞）オリコン89位、CDTV96位、M-ON! Countdown 31位。

### DVD
1. 「美脚革命」DVDBOX（マガジンハウス）

## 連載雑誌
- non-no（集英社）
- MORE（集英社）
- 美人百花（角川春樹事務所）
- 月刊 Ocappa（髪書房）
- WWD Beauty（INFASパブリケーションズ）
- PHP Special（PHP研究所）
- L'ala Pado（ラーラぱど）（月刊フリーマガジン）
- クリム
- 月刊「清流」(清流出版株式会社)

## 著書
1. 「IKKOの振袖ロマンティック」（主婦と生活社）2004/11
2. 「IKKOウェディング――永遠のガーリッシュウェディング」（主婦と生活社）2005/7
3. 「超オンナ磨き〜美のカリスマIKKOの幸せを呼ぶゴールデンルール」（アスコム）2006/7/13
4. 「IKKO女の法則」（世界文化社）2007/6/16
5. 「ミラクルビューティ シェイプアップ 美脚革命」（マガジンハウス）2008/2/29
6. 「IKKOキレイを磨くin韓国」（文藝春秋）2008/5/27
7. 「IKKO キレイの魔法」（世界文化社）2008/8/9
8. 「IKKO 美人道」（集英社）2009/9/19
9. 「脱・コンプレックス」IKKO流 美のゴールデンルール（世界文化社）2009/11/9
10. 「男にも読んでもらいたい オンナ塾」（PHP研究所）2011/9/13
11. 「愛のオネエ飯―男をトリコにする!」2011/9
12. 「IKKOのソウル大好き―24時間楽しんじゃう〜♥」（主婦の友生活シリーズ）2011/11/9
13. 「IKKOのキレイになるハワイ-PRECIOUS HAWAII-」（GLITTER特別編集）2012/4/23
14. 「IKKOの新大久保に行きた~い!」 (主婦の友生活シリーズ)2012/7/20
15. 「IKKOの字語りエッセイ—道」（芸術新聞社）2012/11/21
16. 「IKKO心の格言200」（エムオンエンタテインメント）2014/11/29
17. 「IKKOのちょっと開運」（リンダパブリッシャーズ）2015/10/24
18. 「IKKOのやみつきレシピ 料理は魔法のひと手間」（新星出版社）2020/12/24
19. 「1ミリの優しさ IKKOの前を向いて生きる言葉」（大和書房）2021/12/17
20. 「IKKO 人生十転び八起き。ケ・セラ・セラ」（清流出版）2023/6/30

## 受賞歴
- 2023年11月 第5回ベストフォーマルウェアアワード Kimono Queen[39]
- 2022年7月 第8回プラチナエイジスト賞 美容•アンチエイジング部門
- 2022年12月

ベストフォーマルウェアアワード 和装部門 Kimono Queen 6度目の受賞 殿堂入り
- 2022年12月 QVC BESTSELLER賞 5年連続の受賞
- 2022年12月 韓国サイムダンより功労賞
- 2022年12月 韓国化粧品産業協会より功労賞
- 2020年12月 @cosme　BEAUTY PERSON OF THE YEAR
- 2020年12月 QVC BEST SELLER賞
- 2020年 6月 特別展「きもの KIMONO」広報大使
- 2020年11月 第2回ベストフォーマルウェアアワード 和装部門 Kimono Queen
- 2019年12月 QVC BEST SELLER賞
- 2019年 9月 第1回ベストフォーマルウェアアワード 和装部門 Kimono Queen[41]
- 2018年12月 QVC BEST SELLER賞
- 2009年11月 全国の理容美容学生が選んだBEST芸能人
- 2009年 6月 2009年ソウル観光大賞（人気ソウル観光芸能人海外部門受賞）
- 2009年 8月 BEST HIT賞
- 2009年 2月 韓国観光名誉広報大使 任命
- 2008年 2月 マリ・クレール日本版「プラネット・ミューズ賞」第1号受賞
- 2007年    「どんだけぇ〜」が2007ユーキャン新語・流行語大賞ノミネート
- 2007年     NAIL QUEEN文化部門受賞

書道の受賞歴
- 第22回佐賀県書道展　一科調和体部門佳作受賞
- 第50回 2014 創玄展にて　準二科賞受賞
- 第65回毎日書道展　漢字部入選
- 第51回 2015 創玄展にて　準二科賞受賞
- 第23回佐賀県書道展　漢字部門秀作受賞
- 第66回毎日書道展　漢詩の隷書作品が漢字部の佳作賞受賞
- 第52回 2016 創玄展にて　準二科賞受賞
- 第67回毎日書道展　漢字部入選
- 第24回佐賀県書道展　二科-漢字部門 特別賞 佐賀県芸術文化協会賞
- 第68回毎日書道展　漢字部II類　入賞　佳作

## イベント
- おとめ在月 SPECIAL TALK SHOW 松江イングリッシュガーデン
- FACo FUKUOKA ASIA COLLECTION 2010（AUTUMN/WINTER、SPRING/SUMMER）
- DFS GALLERIA トークショー （ワイキキ、グアム、沖縄）
- FASHION'S NIGHT OUT 2010
- Girls Award 2010
- KOBE COLLECTION （2010 SPRING/SUMMER、2009 SPRING/SUMMER、PLUS 2009 SPRING/SUMMER）
- 癒しフェア IKKO SPECIAL TALK SHOW
- PINKY CELEB NIGHT
- トーク&ライブディナーショー 戸田家
- スプリングディナーショー ホテルニューオータニ博多
- 全国30か所「IKKO 09 愛をこめて」ツアー
- 2008年 5箇所（名古屋、大阪、神戸、幕張、山口）
- 2009年 4箇所（名古屋、大阪、神戸、沼津）
- 2009年 4箇所（春日井、札幌、姫路、小倉、福山）
- 2008年 20箇所（久留米、大磯、那覇、勝川、芸西、熊本、那珂、大津、岩国、姫路、岡山、長岡、高山、岡崎、荒尾、博多、川越、大阪、神戸、堺）
- 「IKKOも行く!キレイを磨く!美の宝庫 韓国ツアー」(2010年3月 H.I.S)
- 「a-nation」（2010年8月 avex主催） シークレットゲストとして登場。
- 「おとめ在月」スペシャルイベント「IKKO SPECIAL TALK SHOW」（2010年10月 島根県松江市イングリッシュガーデン）